# ریکلمه (بازیکن فوتبال، زاده آوریل ۲۰۰۲)
ریکلمه کاروالیو آرائوژو ویانا یا به اختصار ریکلمه (انگلیسی: Riquelme؛ زادهٔ ۲۸ اوت ۲۰۰۲) بازیکن فوتبال اهل برزیل است که در حال حاضر برای واسکو دا گاما در پست مدافع بازی می‌کند.